# Justin Houston
Justin Donovan Houston (Chico, 21 gennaio 1989) è un giocatore di football americano statunitense che milita nel ruolo di linebacker per i Carolina Panthers della National Football League (NFL). Fu scelto nel corso del terzo giro (70º assoluto) del Draft NFL 2011 dai Kansas City Chiefs. Al college ha giocato a football per Georgia venendo premiato come All-American.

## Carriera

### Kansas City Chiefs
Houston fu scelto nel corso del terzo giro del Draft 2011 dai Kansas City Chiefs. Houston era inizialmente pronosticato come una scelta della fine del primo giro, ma dopo essere stato testato positivo alla marijuana all'NFL Combine scese al terzo giro. Nella sua stagione da rookie disputò tutte le 16 gare, 10 delle quali come titolare, mettendo a segno 56 tackle e 5,5 sack.
Nella settimana 6 della stagione 2012, Houston fece registrare il suo primo intercetto in carriera. Dopo aver terminato la stagione con 66 tackle e 10,0 sack fu convocato per il suo primo Pro Bowl al posto dell'infortunato Von Miller e fu votato al numero 49 nella classifica dei migliori cento giocatori della stagione
Nella prima gara della stagione 2013, Houston mise a segno ben 3 sack su Blaine Gabbert dei Jacksonville Jaguars, venendo premiato come miglior difensore della AFC della settimana. Un'altra prestazione notevole la disputò nella vittoria della settimana 3 sui Philadelphia Eagles in cui mise a segno 7 tackle, 4,5 sack, 1 fumble forzato e 2 fumble recuperati e ancora una volta venne premiato come difensore della AFC della settimana. A fine mese fu premiato per la prima volta in carriera come miglior difensore della AFC di settembre. Houston continuò a giocare bene finché nella settimana 12 contro i Chargers fu costretto ad uscire anzitempo per un infortunio. Il 27 dicembre fu premiato con la seconda convocazione al Pro Bowl in carriera e votato al 57º posto nella NFL Top 100 dai suoi colleghi.
Houston aprì la stagione 2014 con due sack su Jake Locker dei Titans ma i Chiefs furono sconfitti in casa. Altri due li fece registrare nella netta vittoria del Monday Night Football della settimana 4 sui Patriots. Nella settimana 8 ne totalizzò tre su Austin Davis dei Rams, salendo a quota dieci, superando Von Miller in testa alla classifica parziale di specialità a metà stagione. Nella settimana 14 ne mise a segno altri due su Drew Stanton, arrivando a quota 16. Nell'ultimo turno fece registrare quattro sack su Philip Rivers dei Chargers, superando il record stagionale di franchigia di Derrick Thomas e guidando la NFL con 22, a sola mezza lunghezza dal record NFL di Michael Strahan. Nella stessa annata stabilì anche i nuovi primati personali per tackle (68) e fumble forzati (4), venendo convocato per il terzo Pro Bowl in carriera e inserito nel First-team All-Pro.
Il 2 marzo 2015, i Chiefs applicarono su Houston la franchise tag. Con due sack nel secondo turno contro i Broncos superò quota 50 in carriera. Nell'ottavo turno fece registrare un intercetto su Matthew Stafford nella gara vinta a Londra contro i Lions. Nella settimana 11 intercettò un passaggio di Philip Rivers ritornandolo per 17 yard in touchdown nella vittoria esterna sui Chargers. Houston fu costretto a saltare le ultime cinque gare della stagione regolare a causa di un infortunio al ginocchio ma guidò comunque la squadra con 7,5 sack e fu convocato per il quarto Pro Bowl consecutivo.

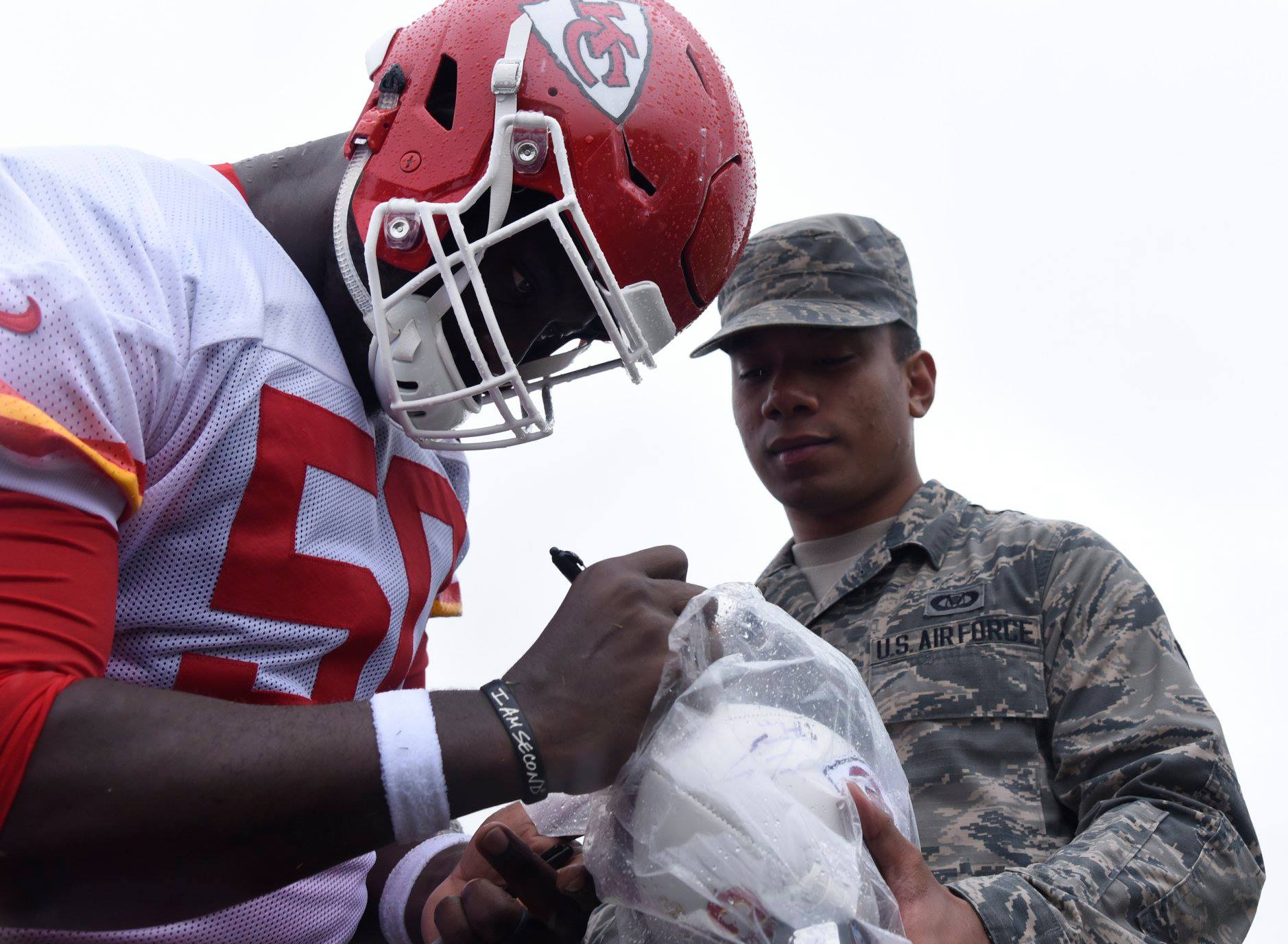
Houston mentre firma un autografo nel training camp 2018

A causa dell'infortunio dell'anno precedente, Houston poté debuttare nella stagione 2016 solo nell'undicesimo turno, chiudendo l'anno con 5 presenze e 4 sack che lo portarono a quota 60 in carriera.
Houston iniziò la stagione 2017 con due sack su Tom Brady nella vittoria a sorpresa in casa dei Patriots campioni in carica. La sua annata si chiuse con 9,5 sack, il suo massimo dal 2014.
Nel 2018 Houston mise a segno 9 sack e un nuovo primato personale di 5 fumble forzati in 12 partite. Nei playoff fece registrare due sack nel divisional round vinto contro gli Indianapolis Colts.

### Indianapolis Colts
Il 21 marzo 2019 Houston firmò un contratto biennale del valore di 24 milioni di dollari con gli Indianapolis Colts. Nella prima partita con la nuova maglia mise subito a segno un sack su Philip Rivers dei Los Angeles Chargers. Nel quinto turno contro i suoi ex Chiefs fu premiato come difensore della AFC della settimana dopo avere fatto registrare 4 tackle (di cui 2 con perdita di yard) e un sack.
Nella settimana 13 della stagione 2020 Houston pareggiò il record NFL per il maggior numero di safety, con 4. Tale primato è condiviso con Jared Allen, Doug English e Ted Hendricks.

### Baltimore Ravens
Il 31 luglio 2021 Houston firmò con i Baltimore Ravens.
Nel nono turno della stagione 2022 Houston mise a segno 2,5 sack e l'intercetto che sigillò la vittoria dei Ravens nel quarto periodo contro i Saints nel Monday Night Football, venendo premiato come difensore della AFC della settimana.

### Carolina Panthers
Il 6 agosto 2023 Houston firmò con i Carolina Panthers.

## Palmarès
- Convocazioni al Pro Bowl: 4

2012, 2013, 2014, 2015
- First-team All-Pro: 1

2014
- Difensore della AFC del mese: 1

settembre 2013
- Difensore della AFC della settimana: 4

1ª e 3ª del 2013, 5ª del 2019, 9ª del 2022
- Deacon Jones Award: 1

2014